# Stephanie Okereke Linus
Stephanie Okereke Linus est un mannequin et une réalisatrice, scénariste, actrice nigériane née le 2 octobre 1982 à Ngor Okpala. En 2011, elle a été honorée par le gouvernement nigérian, devenant membre de l'Order of the Federal Republic.

## Jeunesse
Stephanie Okereke est née à Ngor Okpala, dans l'État d'Imo. Elle est la sixième enfant de Mary et Chima Okereke, au sein d'une fratrie huit enfants. Elle effectue ses études primaires et secondaires à Delta State, puis étudie à l'Université de Calabar dans l'État de Cross River, où elle obtient un diplôme en anglais et études littéraires. 
Déjà adolescente, en 1997, elle joue dans deux films de Nollywood, Compromis 2 et Waterloo. En 2002, elle participe à un concours de beauté, Most Beautiful Girl in Nigeria, et obtient la 2e place. Un an plus tard, en 2003, Okereke a remporté deux prix , sur les huit nominations, elle a reçu, au Reel Awards 2003 pour 'meilleure Actrice - English' et 'meilleure Actrice de l'année 2003 ». 
Elle est nommée trois fois comme meilleure actrice dans un rôle principal aux Africa Movie Academy Awards mais ne remporte pas de distinction. Elle joue dans plus de 90 films.
Elle a été mariée au joueur de football Chikelue Iloenyosi (en), de 2004 à 2007. Elle se remarie en 2012, à Idahosa Linus, avec un mariage de nouveau célébré en France,.
Après avoir été diplômée de la New York Film Academy en 2007, Okereke produit Through the Glass, où elle fait office, tout à la fois, de réalisatrice, scénariste, productrice et actrice. Le film est nommé en 2009 aux Africa Movie Academy Awards, pour le concours du meilleur scénario. En 2014, elle présente un autre film, Dry, en étant de nouveau réalisatrice, scénariste, productrice et actrice. Il raconte l'histoire d'une adolescente de treize ans, Halima (Zubaida Ibrahim Fagge) que ses parents, pauvres et sans instruction, marient à Sani (Tijjani Faraga) , un homme de 60 ans, qui ne cesse de la violer. Halima est enceinte et souffre de fistule vésico-vaginale après son accouchement. Elle est alors abandonnée par son mari et victime de discrimination dans la société.

## Filmographie partielle
Comme actrice
- 2003 : Private Sin, avec Genevieve Nnaji
- 2004 : Critical Decision, avec Genevieve Nnaji
- 2004 : Promise Me Forever, avec Genevieve Nnaji
- 2006 : Sitanda, réalisé par Izu Ojukwu, le film a été 9 fois nommé et a reçu 5 récompenses aux Africa Movie Academy Awards en 2007, dont celle de Meilleures images, et Meilleur film nigerian.
- 2009 : Nnenda, réalisé à nouveau par Izu Ojukwu, le film a été 3 fois nommé aux Africa Movie Academy Awards en 2010.

Comme réalisatrice et scénariste
- 2008 : Through the Glass
- 2015 : Dry